# Sid Kucera
Zdenek „Sid“ Kucera (tschechisch Zdeněk Kučera; * 12. Juni 1941 in Prag; † 22. Juli 2025) war ein Schweizer Jazzmusiker (Trompete, Gesang) tschechischen Ursprungs. 

## Leben und Wirken
Kucera studierte am Konservatorium seiner Geburtsstadt bis zum Diplom für Trompete und Gesang. Dann leitete er kleine und grosse Jazz-Formationen in Prag. In den nächsten Jahren kam es zu Auftritten bei diversen Jazzfestivals nicht nur in der Tschechoslowakei, sondern ab 1974 auch in Deutschland, wo er auch in US-Army-Clubs und Jazzclubs auftrat, und in der Schweiz.
Nach seiner Emigration in die Schweiz war er zunächst auch als Lehrer tätig: in der Migros-Klubschule, in der Stimmbildung, sowie in der Neuen Musikschule Rapperswil. Gemeinsam mit seiner Revival Jazz Band tourte er durch Europa, wo er in Clubs ebenso gastierte wie auf Jazz-Festivals und in Konzerthallen. In den USA hatte er Gesangsunterricht bei Allan Greene. Neben seiner Band spielte er auch mit der Inter State New Orleans Style Parade Band.
Kucera war Präsident des Jazz-Clubs Zürich-Oberland und Mitarbeiter am SwissJazzOrama in Uster. Er lebte ab 1972 in Hinwil und war verheiratet mit der Sängerin und Schauspielerin Zuzana Burianová. Die letzten Lebensjahre verbrachte er in Tschechien und starb im Alter von 84 Jahren an Krebs.

## Diskographie
- Sid Kucera Revival Jazz Band From East to West (mit Vladimir Matejka, Jaromir Šenfluk, František Petrus, Emil Heer, Malcolm Wirth, Peter Stefan, Jaroslav Tichava; Amayana 1974)
- Sid Kucera Revival Jazz Band Swing Factory (mit Robert Morgenthaler, Maurice Mannix, Peter Netopil, George Kozel, Karel Jahn; Gnome 1977)
- Sid Kucera Revival Jazz Band Jazz by the Riverside (mit John Mumford, Terry Thompson, Richard Madgewick, Klaus Borth, Bernd Knaak, 1980)
- Sid Kucera Band Jazz Bag (mit Ron Brown, Svatobor Macak, Zdeněk Kalhous, František Uhlíř, Allen Blairman; Ultravox 1994)